# Guitar Man
Guitar Man es el decimosegundo álbum de estudio del músico estadounidense JJ Cale, publicado por la compañía discográfica Delabel Records en junio de 1996. Al igual que su predecesor, Closer to You, el álbum no entró en la lista estadounidense Billboard 200.
Una versión en directo de «Low Down» fue publicada por Eric Clapton en el álbum Live from Madison Square Garden, que también incluyó sendas versiones de otras dos composiciones de Cale: «After Midnight» y «Cocaine».

## Lista de canciones
Todas las canciones escritas y compuestas por JJ Cale excepto «Old Blues»: tradicional. 
| N.º | Título                    | Duración |  |
| 1.  | «Death in the Wilderness» | 4:58     |  |
| 2.  | «It's Hard to Tell»       | 2:40     |  |
| 3.  | «Days Go By»              | 3:27     |  |
| 4.  | «Low Down»                | 2:48     |  |
| 5.  | «This Town»               | 2:54     |  |
| 6.  | «Guitar Man»              | 4:02     |  |
| 7.  | «If I Had a Rocket»       | 3:02     |  |
| 8.  | «Perfect Woman»           | 2:10     |  |
| 9.  | «Old Blue»                | 2:42     |  |
| 10. | «Doctor Told Me»          | 3:12     |  |
| 11. | «Miss Ol' St Louie»       | 2:33     |  |
| 12. | «Nobody Knows»            | 3:51     |  |